# Hofs kommun, Hedmark
Hofs kommun (norska: Hof kommune) var en kommun i dåvarande Hedmark fylke i östra Norge. Byn Hof utgjorde kommunens centralort.

## Administrativ historik
Hofs kommun upprättades den 1 januari 1838 (som Hof formannskapsdistrikt) när Formannskapslovene från 1837 trädde i kraft. Kommunen hade då i stort sett samma omfattning som de båda nuvarande kommunerna Åsnes och Våler tillsammans.
1849 bröts Åsnes og Vålers kommun ut ur kommunen. Den återstående delen omfattade den södra delen av nuvarande Åsnes kommun och hade vid delningen 2 913 invånare.
Den 1 januari 1963 gick Hofs kommun upp i Åsnes kommun. Kommunens hade då 3 222 invånare.